# Elrathia
L'elratia (gen. Elrathia) è un artropode estinto appartenente ai trilobiti. Visse nel Cambriano medio (circa 505 milioni di anni fa) e i suoi resti fossilizzati sono stati ritrovati esclusivamente in Nordamerica.

## Descrizione
Lo scudo cefalico di questo trilobite era relativamente piccolo in confronto al torace; la parte centrale (glabella) era piccola e a forma di bocciolo, mentre gli occhi erano centrali ed erano presenti due strutture ai lati del cephalon (spine genali). Il torace era composto da 13 segmenti, con asse stretto e parti laterali allargate e leggermente appuntite. La parte terminale del corpo (pigidio) era corta. In totale il corpo non superava la lunghezza media di due centimetri.

## Habitat
Questo animale era diffusissimo lungo i fondali della piattaforma continentale che ora costituisce gran parte del Nordamerica. L'elratia non era un buon nuotatore e probabilmente si spostava sul fondo nutrendosi di minuscoli organismi.

## Commercializzazione
Data l'estrema diffusione fossile, Elrathia kingi è una delle specie di trilobiti più commercializzate, e molti esemplari vengono venduti su EBay.